# Carlos Alberto Soares Cardoso
Carlos Alberto Soares Cardoso CvA • MPCE • ComNSC • GCNSC (Porto, Santo Ildefonso — Lisboa, 30 de Junho de 1936), 1.º Visconde do Marco, foi um deputado, militar e empresário português.

## Biografia

### Nascimento e formação
Nasceu na Freguesia de Santo Ildefonso do Concelho do Porto.
Tornou-se um Bacharel em Matemática na Faculdade e Ciências da Universidade de Coimbra.

### Carreira militar e profissional
Exerceu como capitão da arma de engenharia.
Ocupou o posto de governador civil de Leiria, e foi deputado pelo Porto em várias legislaturas, durante o regime monárquico. Aquando do seu falecimento, ocupava as posições de director no Banco Burnay, na Companhia de Diamantes de Angola e na Companhia dos Caminhos de Ferro Portugueses da Beira Alta, e de presidente da assembleia geral da Companhia Carris de Ferro de Lisboa.
Recebeu o título de 1.º Visconde do Marco por um decreto de 4 de Março de 1909, tendo-lhe sido concedido o brasão de armas por uma Carta Régia de 12 de Agosto do mesmo ano.

### Falecimento e família

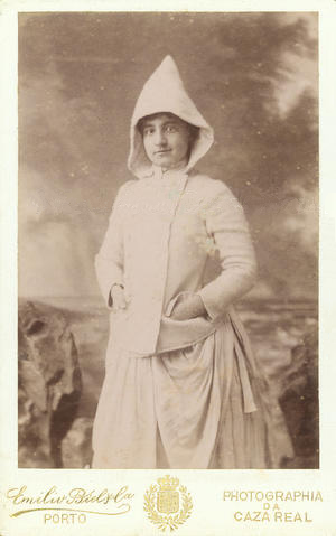
D. Carolina de Burnay, Viscondessa do Marco

Morreu no dia 30 de Junho de 1936, na sua residência na Rua da Junqueira, em Lisboa; tinha 73 anos de idade. Estava casado com Carolina de Burnay, e era pai de Maria Adelaide Soares Cardoso Cruz, Duarte Gustavo, Adolfo José, José Tomaz, e António Soares Cardoso.

## Homenagens
Foi agraciado com os graus de Comendador e Grã-Cruz da Ordem de Nossa Senhora da Conceição de Vila Viçosa e de Cavaleiro da Ordem Militar de Avis, e com uma Medalha de Prata de Comportamento Exemplar.